# 大學保留地
大學保留地（英語：University Endowment Lands，簡稱UEL）位於加拿大卑詩省大溫哥華地區，為一非建制地區。大學保留地坐落布勒半島的西端，東臨溫哥華市，南北分別瀕臨菲沙河北支流和英吉利灣，西面則與英屬哥倫比亞大學的主校園及其附屬住宅用地接壤。
據2011年加拿大全國人口普查所示，大學保留地有3,141名居民，較2006年上升14.7%。該數字不包括居住在卑詩大學主校園及其附屬住宅用地内的居民；2011年有9,636名居民居住在上述地域内。

## 政治

### 管理架構
大學保留地是一個非建制地區，意即區内不設任何正式地方行政架構。它位於大溫哥華區域局的地理範圍以内，並連同大溫地區内其他非建制地區（原住民保留區除外）構成大溫區域局甲選區。然而，大學保留地卻是由卑詩省政府直接管轄而非大溫區域局。
卑詩省政府的社區及郊野地區發展部現時委任一名主任負責大學保留地的日常行政事務。區内另設以下兩個諮詢組織向該主任匯報：
- 社區諮詢局（Community Advisory Council）：範疇包括社區服務、營運預算和物業稅等項目，成員全數由區内居民民選產生；
- 諮詢性設計小組（Advisory Design Panel）：範疇包括土地用途規劃和審理發展項目申請，7名成員來自專業界別（如建築師和工程師），另外8名成員由區内居民民選產生

以上的管理架構並不適用於卑詩大學的主校園及其附屬住宅用地。該片土地由卑詩省政府另行管轄，而市政服務則由大學近鄰社區協會（University Neighbourhoods Association）提供。

### 國會和省議會選區
在卑詩省議會選舉中，大學保留地隸屬溫哥華格雷岬選區。該選區的現任省議員是卑詩新民主黨黨員尹大衛（David Eby）。
在加拿大國會下議院選舉中，大學保留地隸屬溫哥華奎特拉選區，現任下議員是聯邦自由黨黨員梅麗喬。

## 歷史
卑詩省政府於1907年通過《大學捐贈法案》，在卑詩省内陸的卡利補地區預留200萬英畝（8000平方公里）土地待日後出售或出租以集資籌建卑詩大學。另一方面，省政府於1911年通過《大學校址法案》，於鄰近溫哥華市的灰角預留175英畝（0.71平方公里）土地作大學校園之用。
然而，卡利補地區位置偏遠，土地價值亦相對較低。省府於是改變計劃，提議收回卡利補地皮，並將灰角大學地皮旁的3000英畝（12平方公里）官地改為大學保留地之用，留待日後發展住宅區以增加卑詩大學的收入。該處接近溫哥華市，地價日後可望大幅上升。省政府繼而於1920年通過《卑詩大學租貸法案》，落實此安排。
大學保留地内首批住宅用地於1925年在土地拍賣中賣出。然而，經濟大蕭條令住宅用地需求驟降，大學亦無力承擔開墾土地作發展用途的費用，遂於1930年代將保留地交回省政府。二戰後保留地内尚有超過一半土地未被發展；往後年間還時有開發此地的呼聲，卻被區内著重生態保育的居民反對。大溫哥華區域局遂於1989年從省府接管未開發的土地，並將之設為太平洋精神區域公園。
大學保留地的居民於1995年舉行的一次公投中否決在區内設立地方行政架構。

## 地理及交通
大學保留地佔地約3000英畝（12平方公里），當中大部分為太平洋精神區域公園的範圍。公園以外的範圍則被稱為大學山（University Hill）並劃成四個住宅區，面積合共有280公頃（2.8平方公里）：
- 甲區：以校長大道、阿卡迪亞道、大學大道和韋斯卜大道為界；
- 乙區：校長大道和西北海運大道之間的土地；
- 丙區：以布蘭卡街、西六街、塔斯曼尼亞街和書院道為界；
- 丁區：以大學大道、農學道、多倫多道和韋斯卜大道為界

太平洋精神區域公園分隔著大學保留地和溫市，來往兩地的交通因此亦只限於數條主要東西向通道，從北至南分別為西北海旁大道、校長大道（即溫市西4街）、大學大道（即溫市西10街）、16街和西南海旁大道。
區内的公共交通由運輸聯線提供，轄下有多條巴士綫途經大學保留地前往卑詩大學（包括99 B-Line）。當局現正研究提升連接溫市和卑詩大學的公共交通服務，其中一項建議為架空列車千禧綫延綫。

## 教育
大學保留地雖然不屬溫哥華市的領地，但區内的公共教育仍由溫哥華教育局（即卑詩省39號校區）提供。大學保留地的居民因此亦可在溫哥華教育局的學務委員選舉中投票（但不可參與溫哥華市長、市議會或公園局的選舉）。溫哥華教育局現時在大學保留地内營運大學山中學和大學山小學。兩間學校的空間已不敷應用，部分學生因此需跨區到溫市的學校上課。溫哥華教育局現正就擴建區内的學校進行規劃。區域內的第二所小學，Norma Rose Point School, 於2011年9月臨時接收大學山小學難以負擔的學生，並與2014年正式運營。Norma Rose Point School提供K-8年級的教學，也是目前溫哥華教育局內唯一一所提供該範圍教育的學校。
專上教育方面，大學保留地鄰近卑詩大學的主校園和溫哥華神學院，而維真神學院更位於大學保留地的管轄範圍以内。

### 引用文獻

大學保留地與卑詩大學校園範圍在大溫哥華地區的位置

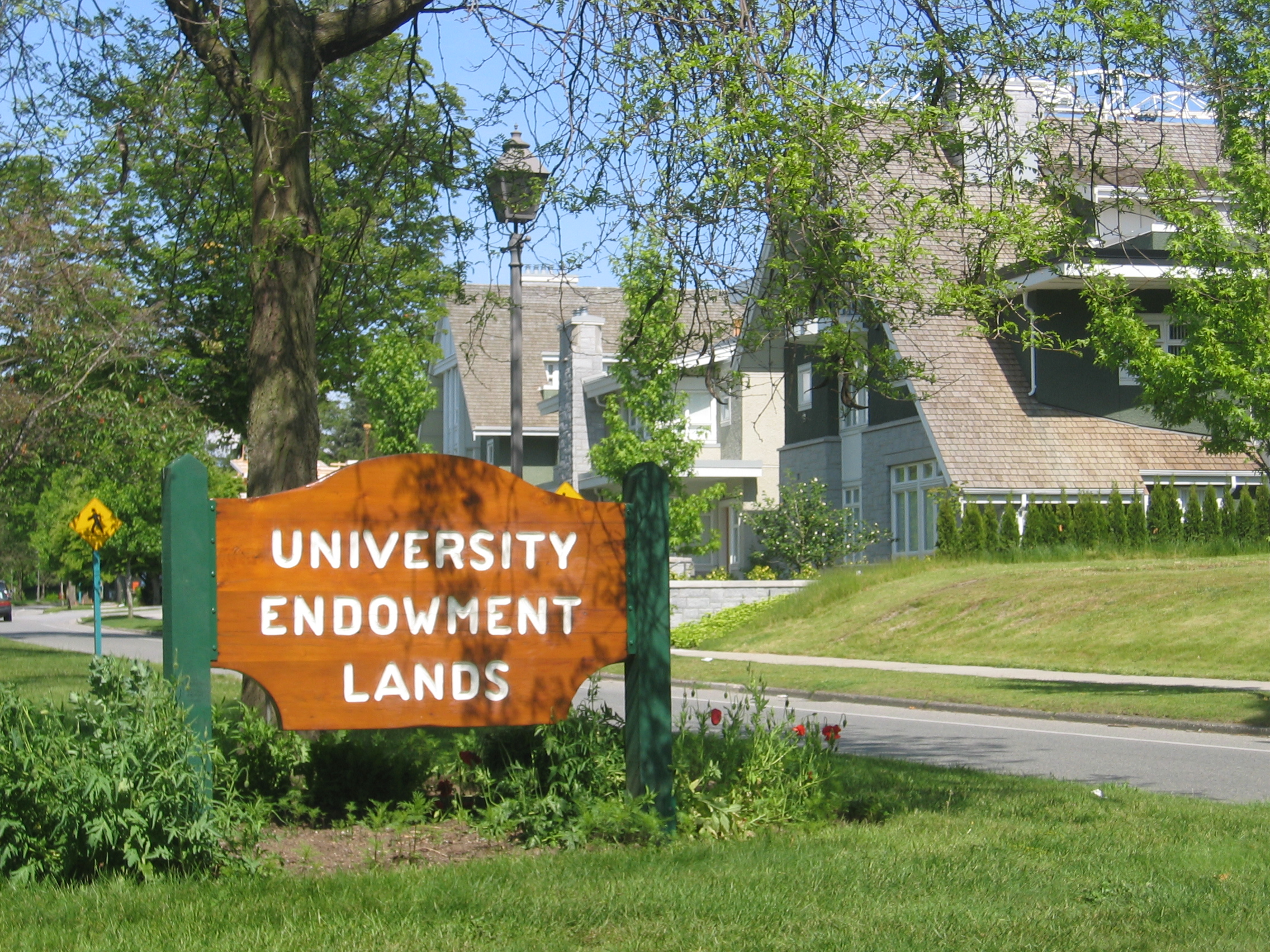
接近與溫哥華邊界的大學保留地標牌

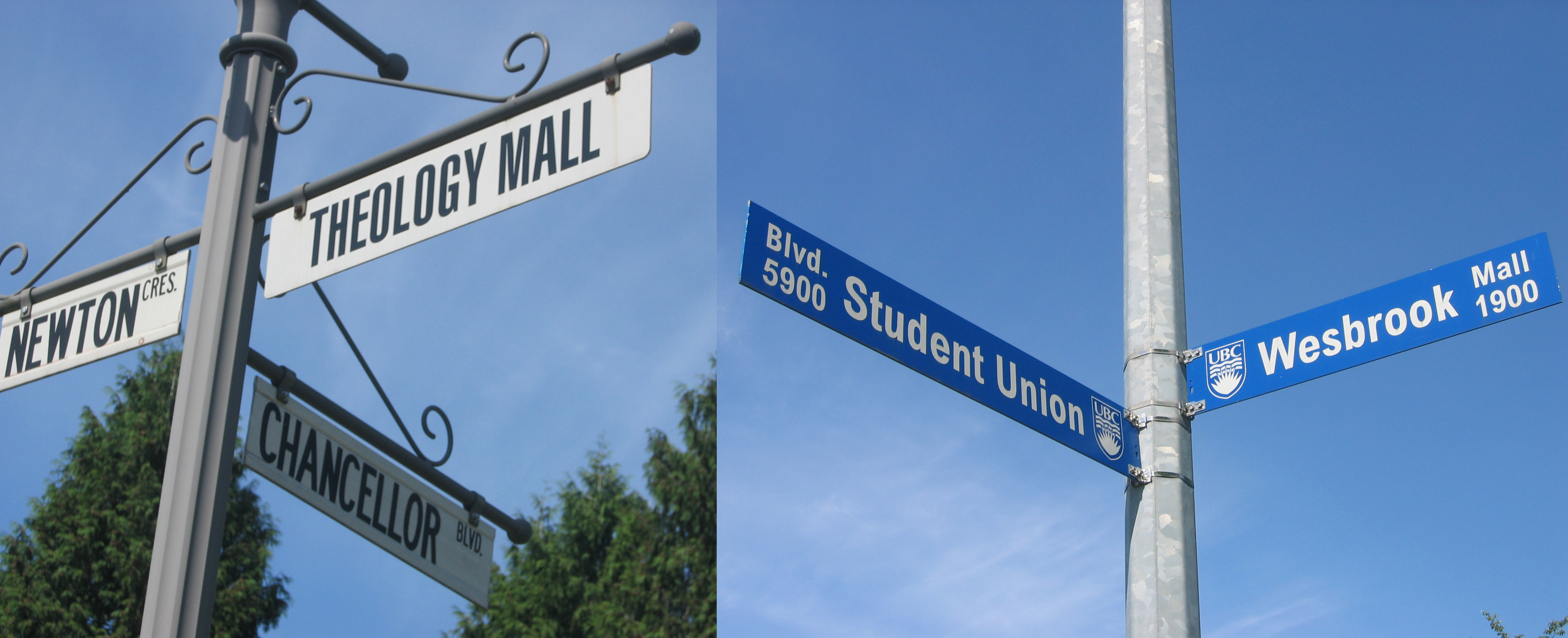
大學保留地和卑詩大學校園範圍在行政事務上的分別，也可從兩者的路牌上可見一斑（圖左：大學保留地；圖右：卑詩大學）

- The University Endowment Lands Official Community Plan （页面存档备份，存于）

## 外部連結
- University Endowment Lands （页面存档备份，存于）
- UEL Community Portal （页面存档备份，存于）

49°15′29″N 123°13′41″W / 49.258°N 123.228°W